# 穆庫爾卡湖
15°45′21″S 72°00′48″W / 15.75583°S 72.01333°W

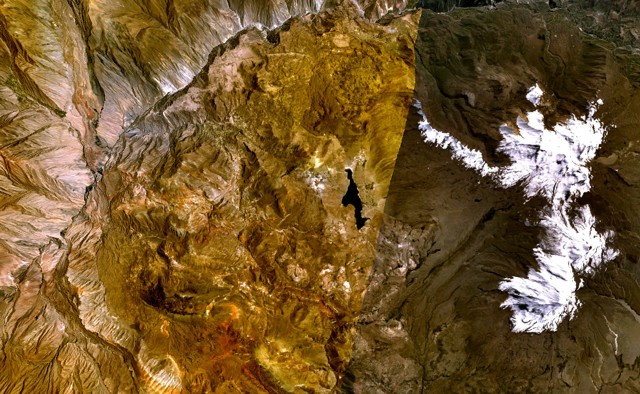
Mucurca Lake (in the middle), Lipayuq (middle, right), Hualca Hualca, Sabancaya (on the right)

穆庫爾卡湖（Lake Mucurca），是秘魯的湖泊，位於該國南部阿雷基帕大區，由卡伊尤馬省的卡瓦納科德區負責管轄，長5.8公里、寬1.6公里，海拔高度4,310米。